# Christian Ludwig de Brandenburg-Schwedt
Christian Ludwig (14 martie 1677 – 3 septembrie 1734) a fost margraf de Brandenburg și ofițer al Brandenburg-Prussia a Casei de Hohenzollern. Titlul de margraf de Brandenburg era acordat prinților casei regale prusace și nu exprima un statut teritorial. El este cel mai bine cunoscut ca beneficiarul Concertelor brandenburgice scrise de Johann Sebastian Bach.

## Biografie
A fost fiul electorului Frederic Wilhelm și duce de Prusiei în perioada 1640-1688, și a celei de-a doua soții, Sofia Dorothea de Schleswig-Holstein-Sonderburg-Glücksburg. Orfan de tată la vârsta de 11 ani, a crescut sub tutela fratelui mai mare, electorul de Brandebourg și viitorul rege Frederic I al Prusiei.